# WebGL
WebGL reprezintă o interfață de programare pentru browser, folosind elementul Canvas din HTML5, pentru a compune scene 3D. Interfața de programare se accesează folosind 2 limbaje: JavaScript execută încărcarea resurselor, compunerea scenei, logica spațiului 3D. GLSL se execută direct pe procesorul grafic sau pe centrul de procesare, în paralel, o funcție pentru fiecare vector din model și altă funcție pentru fiecare pixel afișat. Datorită la conexiunea între WebGL și OpenGL, aplicațiile 3D pe WebGL sunt în același timp foarte performante, și oferă posibilități similare în programarea jocurilor și animațiilor 3D în aplicații separate.
La timpul actual (Noiembrie 2013), WebGL are următorul suport pe browsere:
| Browser                  | Versiune | Suport  |
| ------------------------ | -------- | ------- |
| Internet Explorer        | 11.0     | Da      |
| Firefox                  | 25.0     | Parțial |
| Google Chrome            | 30.0     | Da      |
| Safari                   | 7.0      | Parțial |
| Opera                    | 17.0     | Da      |
| iOS Safari               | 7.0      | Nu      |
| Opera Mini               | 5.0-7.0  | Nu      |
| Android Browser          | 4.2-4.3  | Nu      |
| Blackberry Browser       | 10.0     | Da      |
| Opera Mobile             | 16.0     | Da      |
| Chrome for Android       | 30.0     | Nu      |
| Firefox for Android      | 25.0     | Da      |
| Internet Explorer Mobile | 10.0     | Nu      |